# Tetrablemmidae
Los tetrablémidos (Tetrablemmidae) son  una familia de arañas araneomorfas, que forman parte de la superfamilia de los caponioideos (Caponioidea), junto los capónidos.
Se las denominan arañas blindadas (en inglés armored spiders). La mayoría de los tetrablémidos se observan en la hojarasca del suelo, algunos viven en cuevas. Alguna especie de las cuevas, muestran adaptaciones típiques de las arañas de las cuevas, como la pérdida de ojos y una esclerotización débil.

## Sistemática
Con la información recogida hasta el 31 de diciembre de 2011, Tetrablemmidae cuenta con 30 géneros y 142 especies localitzadas en la zona tropical, principalmente del Sur de Asia. Algunas se encuentran en África Central, América Central y la parte septentrional de América del Sur:
- Ablemma Roewer, 1963 (Sureste de Asia)
- Afroblemma Lehtinen, 1981 (África)
- Anansia Lehtinen, 1981 (África)
- Bacillemma Deeleman-Reinhold, 1993 (Tailandia)
- Borneomma Deeleman-Reinhold, 1980 (Borneo)
- Brignoliella Shear, 1978 (Sureste de Asia)
- Caraimatta Lehtinen, 1981 (América Central)
- Chavia Lehtinen, 1981
- Choiroblemma Bourne, 1980 (India)
- Cuangoblemma Brignoli, 1974 (Angola)
- Fallablemma Shear, 1978 (Samoa, Célebes)
- Gunasekara Lehtinen, 1981 (Sri Lanka)
- Hexablemma Berland, 1920 (Kenia)
- Indicoblemma Bourne, 1980 (Tailandia, India)
- Lamania Lehtinen, 1981 (Sureste de Asia)
- Maijana Lehtinen, 1981 (Java)
- Mariblemma Lehtinen, 1981 (Seychelles)
- Matta Crosby, 1934 (Brasil, México)
- Micromatta Lehtinen, 1981 (Belice)
- Monoblemma Gertsch, 1941 (Brasil, Colombia, Panamá)
- Paculla Simon, 1887 (Sureste de Asia)
- Pahanga Shear, 1979 (Sureste de Asia)
- Perania Thorell, 1890 (Sureste de Asia)
- Rhinoblemma Lehtinen, 1981 (Islas Carolinas)
- Sabahya Deeleman-Reinhold, 1980 (Borneo)
- Shearella Lehtinen, 1981 (Madagascar, Sri Lanka)
- Singalangia Lehtinen, 1981 (Sumatra)
- Singaporemma Shear, 1978 (Vietnam, Singapur)
- Sulaimania Lehtinen, 1981 (Malasia)
- Tetrablemma O. P-Cambridge, 1873 (Sureste de Asia, África, Micronesia)

La familia Pacullidae, con un único género (Paculla), fue incorporada a los tetrablémidos en 1981. Las arañas de este género son cuatro o cinco veces más grandes que los otros tetrablémidos. El género Tetrablemma presenta sólo cuatro ojos, característica compartida con algunas especies de Caponiidae.